# Ricardo Alonso
Ricardo Alonso "Ricky" (Villaviciosa, Asturias, 23 de enero de 1992) es un futbolista español. Ocupa la posición de guardameta y su actual equipo es el Atlético Astorga Fútbol Club de la Segunda División B de España.

## Trayectoria
Empezó jugando al fútbol en el equipo asturiano CD Lealtad, recalando posteriormente en la cantera del Sporting de Gijón. En edad cadete firmó por el Real Madrid CF, con el que llegó a jugar en el segundo filial en la temporada 2011/12, el Real Madrid CF C. 
Esa temporada disputó la la fase de ascenso a Segunda División B tras quedar en segundo lugar en el Grupo VII de Tercera División. En la primera fase se enfrenta al Villaralbo CF al que vence en la ida por 0-1 en Zamora. En el partido de vuelta disputado en la Ciudad Real Madrid de Valdebebas, el conjunto blanco vence por 4-1. En la 2ª fase elimina a la UD Marbella ganando 1-2, fuera de casa y venciendo 2-0 en la Ciudad del Real Madrid. En la última fase queda eliminado por el Club Deportivo Binisalem, pero por problemas económicos de otros clubes incapaces de asumir los costes de la categoría, la Real Federación Española de Fútbol le vendió una de las plazas vacantes para Segunda División B.
En el verano de 2012 firmó por el Deportivo de la Coruña B, donde vuelve a disputar la fase de ascenso a Segunda División B, siendo el filial gallego eliminado por CD El Palo, que remontaron el 4-2 de la ida mediante un 2-0 en Málaga.
Un año después llega al Cádiz CF con el objetivo esta vez de ascender a Segunda División. El 20 de abril de 2014 debutó en Segunda División B con el Cádiz CF frente al Sevilla Atlético en el Estadio Ramón de Carranza, ganando el conjunto gaditano por 3-0.

## Selección nacional
Ha sido internacional sub-16 y sub-17 de España.

## Clubes
| Club             | País   | Año       |
| ---------------- | ------ | --------- |
| Real Madrid C    | España | 2011-2012 |
| Deportivo B      | España | 2012-2013 |
| Cádiz CF         | España | 2013-2015 |
| Atlético Astorga | España | 2015-2016 |
| AD Alcorcón B    | España | 2016-2018 |